# Marco Andreolli
Marco Andreolli, född 10 juni 1986 i Ponte dell'Olio, Italien, är en italiensk fotbollsspelare. 

## Klubbkarriär
Som ung fick inte Andreolli alltför mycket speltid i sin dåvarande klubb Inter där det rådde en mycket hård konkurrens om backplatserna. I juli 2007 gick han från Inter till Roma samtidigt som rumänen Cristian Chivu gick motsatt riktning, i denna deal värderades Andreolli till 6 miljoner euro och Roma köpte således halva spelare direkt för 3 miljoner euro.
Väl i Roma blev han snabbt utlånad till Vicenza, där han inte hade någon lyckad sejour. Det var istället nästkommande säsong Andreolli skulle göra skäl för sitt namn då han spelade 28 matcher i den lyckade Serie B nykomlingen Sassuolo. Efter denna lyckade säsong bestämde Roma att behålla den unga backen inför säsongen 2009/2010 där han inledningsvis fått speltid med jämna mellanrum.
Den 31 januari 2019 återvände Andreolli till Chievo, där han skrev på ett halvårskontrakt.

## Landslagskarriär
Andreollis imponerande prestationer i klubblaget ledde till ordinarie landslagsspel i Italiens U21-landslag. Han var en av de stora ledarna när Italien deltog i U21-Europamästerskapet i fotboll för herrar 2009 som hölls i svenska Helsingborg.